# Movement EP
Movement EP é o primeiro EP da banda americana The Fray. As canções "Where You Want To" e "It's For You" tem Joe King no vocal ao invés de Isaac Slade, que é o vocalista da banda.  O álbum foi gravado antes de David Welsh e Ben Wysocki se juntarem a banda e ainda tem Zach Johnson na bateria e Dan Battenhouse no baixo.  

## Faixas
| EP  |                     |         |  |
| N.º | Título              | Duração |  |
| 1.  | "Where You Want To" | 3:22    |  |
| 2.  | "Oceans Away"       | 3:59    |  |
| 3.  | "It's For You"      | 3:46    |  |
| 4.  | "Vienna"            | 3:46    |  |